# La morte civile (film 1942)
La morte civile è un film del 1942 diretto da Ferdinando Maria Poggioli, tratto dall'omonima opera teatrale di Paolo Giacometti.

## Trama
1861. La giovane Rosalia sposa il pittore Corrado Palmieri, ma viene ripudiata dalla famiglia, contraria alle nozze. Poi nel corso di un litigio, Corrado uccide il proprio cognato e viene quindi condannato all'ergastolo.
Dopo alcuni anni, evade dal penitenziario e torna al suo paese: qui trova la moglie in veste di governante nella casa dell'amico Dottor Arrigo Palmieri e la propria figlia che crede di essere nata dallo stesso medico. Per non compromettere l'avvenire della bambina e la serenità della consorte, si ritira in buon ordine e perde la vita in un burrone.

## Produzione
Il dramma di Giacometti era stato portato in scena in passato da attori famosi (Ermete Novelli, Ermete Zacconi), e già trasposto al cinema all'epoca del muto tre volte (la prima nel 1911 diretta da Gerolamo Lo Savio, la seconda nel 1913 e la terza nel 1919 diretta da Edoardo Bencivenga); verrà poi nuovamente trasposto sul grande schermo nel 1954 con il film La figlia del forzato diretto da Gaetano Amata.
È stato girato interamente nel 1940 sul Gargano (cosa insolita per le produzioni cinematografiche dell'epoca), in particolare a Monte Sant'Angelo. Anche le scene interne (il penitenziario) sono ambientate nelle case del paese. Da notare che il trio dei cantori del locale gruppo folkloristico "La Pacchianella" offre un apporto determinante nel film.

## Distribuzione
Il film venne distribuito nel circuito cinematografico italiano il 23 settembre del 1942 distribuito dalla Generalcine, e redistribuito nel 1950 dalla Nembo Film.

## Critica
(Mario Gromo)
(Il Morandini)